# Выборы главы Республики Марий Эл (2015)
Очередные выборы главы Республики Марий Эл состоялись в Республике Марий Эл 13 сентября 2015 года в единый день голосования. Они стали первыми выборами главы региона после 11-летнего перерыва (последние выборы проводились 19 декабря 2004 года) и после того, как в 2012 году Государственная дума вернула прямые выборы глав регионов.
На 1 января 2015 года в Республике Марий Эл было зарегистрировано 552 779 избирателей

## Предшествующие события
Леонид Маркелов, избранный в декабре 2000 года, занимал пост главы региона с 17 января 2001 года.
На выборах в декабре 2004 года, он был переизбран на второй срок, уже на 5 лет. В 2005 году выборы глав регионов по всей России были заменены на утверждение региональным заксобранием вносимой президентом кандидатуры.
В декабре 2009 года президент Дмитрий Медведев предложил госсобранию республики наделить Маркелова полномочиями на третий срок. 31 декабря, в канун Нового года, депутаты госсобрания единогласно (44 депутата) утвердили Леонида Маркелова, а в январе 2010 он официально вступил в должность на третий срок.
В 2012 году президент России Дмитрий Медведев принял закон, вернувший в России прямые выборы глав регионов.
Срок полномочий Маркелова закончился 15 января 2015 года, однако президент России Владимир Путин назначил Маркелова временно исполняющим обязанности главы республики до избрания главы республики на выборах 13 сентября 2015 года.
Федеральный закон, запрещавший занимать одному человеку должность главы субъекта федерации больше двух сроков, не позволял Маркелову баллотироваться вновь. Однако закон не уточнял, как отсчитывать эти сроки после возвращения прямых выборов губернаторов. В апреле 2015 года депутаты Госдумы предложили внести поправки в закон, позволившие бы считать первым сроком тот, который начался после изменения выборного законодательства летом 2012 года. 30 июля президент Владимир Путин подписал закон. Таким образом Маркелов получил возможность избираться ещё на два срока.

## Ход событий
В середине мая региональное отделение КПРФ в Марий Эл заявляло об отказе выдвигать своего кандидата, если в выборах будет участвовать действующий врио Леонид Маркелов. По мнению представителя партии, при действующем руководителе Марий Эл нет смысла создавать иллюзию демократических выборов. Однако позже региональное отделение КПРФ выдвинуло на пост главы Марий Эл депутата Госдумы, главу обкома КПРФ Кировской области Сергея Мамаева.
20 августа 2015 года кандидат в губернаторы Леонид Маркелов, выступая перед жителями в деревне Шимшурга Звениговского района, угрожал раскопать дорогу в село и закрыть фельдшерско-акушерский пункт. На том же выступлении Маркелов сказал, что подарил селянам ФАП (фельдшерско-акушерский пункт) и обещает подарить корову и дорогу. После этого кандидат в губернаторы от КПРФ Сергей Мамаев обратился в суд с требованием снять с выборов врио главы Марий Эл Леонида Маркелова за подкуп избирателей. Поведение врио главы Марий Эл отказались комментировать в Полномочном представительстве президента РФ в Приволжском федеральном округе. 10 сентября 2015 года Верховный суд Марий Эл отказался снять с выборов кандидатуру врио губернатора республики Марий Эл Леонида Маркелова.

## Ключевые даты
- 11 июня Госсобрание Республики Марий Эл назначило выборы на единый день голосования — 13 сентября 2015 года[11]
  - следующие 3 дня — опубликование расчёта числа подписей, необходимых для регистрации кандидата
  - следующие 30 дней — период выдвижения кандидатов
  - агитационный период начинается со дня выдвижения кандидата и прекращается за одни сутки до дня голосования
- с начала июля по начало августа — регистрация заявлений кандидатов в избирательной комиссии. К заявлениям должны прилагаться листы с подписями муниципальных депутатов.
- 12 сентября — день тишины
- 13 сентября — день голосования

## Выдвижение и регистрации кандидатов

### Право выдвижения
Главой республики может быть избран гражданин Российской Федерации, достигший возраста 30 лет. Одно и то же лицо не может занимать должность главы Республики Марий Эл более двух сроков подряд.
В Республике Марий Эл кандидаты выдвигаются только политическими партиями, имеющими в соответствии с федеральными законами право участвовать в выборах.
У кандидата не должно быть гражданства иностранного государства либо вида на жительство в какой-либо иной стране.

### Муниципальный фильтр
1 июня 2012 года вступил в силу закон, вернувший прямые выборы глав субъектов Российской Федерации. Однако был введён так называемый муниципальный фильтр. Всем кандидатам на должность главы субъекта РФ (как выдвигаемых партиями, так и самовыдвиженцам), согласно закону, требуется собрать в свою поддержку от 5 % до 10 % подписей от общего числа муниципальных депутатов и избранных на выборах глав муниципальных образований, в числе которых должно быть от 5 до 10 депутатов представительных органов муниципальных районов и городских округов и избранных на выборах глав муниципальных районов и городских округов. Муниципальным депутатам представлено право поддержать только одного кандидата.
В Республике Марий Эл кандидаты должны собрать подписи 9 % муниципальных депутатов и глав муниципальных образований. Среди них должны быть подписи депутатов районных и городских советов и (или) глав районов и городских округов в количестве 9 % от их общего числа. Кроме того, кандидат должен получить подписи не менее чем в трёх четвертях районов и городских округов, то есть в 13 из 17.

## Кандидаты
| Кандидат           | Должность (на момент выдвижения)                                                                  | Партия                 | Статус                                                   | Кандидаты в Совет Федерации                          |
| ------------------ | ------------------------------------------------------------------------------------------------- | ---------------------- | -------------------------------------------------------- | ---------------------------------------------------- |
| Андрей Заболотских | директор ООО «Трансоптимасервис», депутат Собрания депутатов городского округа «Город Йошкар-Ола» | Справедливая Россия    | зарегистрирован                                          | Наталия Глущенко Алексей Иванов Андрей Хлыбов        |
| Юрий Кондаков      | заместитель директора ООО «Кирпичный завод-С», председатель отделения РППС в Республике Марий Эл  | РППС                   | зарегистрирован                                          | Эдуард Зайцев Валентина Злобина Алексей Степанов     |
| Сергей Мамаев      | депутат Госдумы, первый секретарь Кировского областного комитета КПРФ.                            | КПРФ                   | зарегистрирован                                          | Сергей Казанков Андрей Калугин Александр Маслихин    |
| Леонид Маркелов    | врио главы Республики Марий Эл, председатель правительства республики                             | Единая Россия          | зарегистрирован                                          | Константин Косачев Светлана Солнцева Владимир Шишкин |
| Василий Попов      | председатель регионального отделения партии в Республике Марий Эл                                 | Трудовая партия России | отказано в регистрации не преодолел муниципальный фильтр | Оксана Брик Роман Богданов Ананий Ерохин             |
| Кирилл Черкасов    | депутат Госдумы, член комитета по аграрным вопросам                                               | ЛДПР                   | зарегистрирован                                          | Владимир Семёнов Александр Шерин Альберт Фёдоров     |

## Итоги выборов
В выборах в приняли участие 258 876 человек, таким образом явка избирателей составила 47,09 %.
| Явка избирателей                                   | Явка избирателей                                   | Явка избирателей | Явка избирателей |
| -------------------------------------------------- | -------------------------------------------------- | ---------------- | ---------------- |
| Число избирателей, включённых в список избирателей | Число избирателей, включённых в список избирателей | 549 728          | 100 %            |
| Из них приняли участие в выборах                   | Из них приняли участие в выборах                   | 258 676          | 47,09 %          |
| Процент испорченных бюллетеней                     |                                                    |                  |                  |
| Действительных бюллетеней                          | Действительных бюллетеней                          | 253 528          | 98,01 %          |
| Недействительных бюллетеней                        | Недействительных бюллетеней                        | 5148             | 1,99 %           |
| Распределение голосов:                             |                                                    |                  |                  |
| 1.                                                 | Леонид Маркелов                                    | 131 359          | 50,78 %          |
| 2.                                                 | Сергей Мамаев                                      | 83 591           | 32,31 %          |
| 3.                                                 | Кирилл Черкасов                                    | 18 462           | 7,14 %           |
| 4.                                                 | Андрей Заболотских                                 | 12 211           | 4,72 %           |
| 5.                                                 | Юрий Кондаков                                      | 7905             | 3,06 %           |
| Число действительных (учтённых) бюллетеней         | Число действительных (учтённых) бюллетеней         | 201 161          | 100 %            |

Выборы выиграл Леонид Маркелов, набравший 50,78 % голосов избирателей. 21 сентября он вступил в должность главы республики и в тот же день назначил сенатором от правительства Республики Марий Эл Константина Косачева, который до этого (с декабря 2014 года) был сенатором от правительства Чувашии. Правительство Республики Марий Эл в Совете Федерации ранее представлял Александр Торшин. 20 января 2015 он досрочно сложил полномочия, а 29 января 2015 врио главы Леонид Маркелов назначил на эту должность Светлану Солнцеву.